# 爪部
爪部（そうぶ）は、漢字を部首により分類したグループの一つ。
康熙字典214部首では87番目に置かれる（4画の27番目、巳集の3番目）。

## 概要
「爪」の字は人や動物の手足にある爪を意味し、手のひらを下に向け覆ったり抓んだりする様子に象る。
偏旁の意符としては「手」「寸」「又」などと同じく手の動作に関わることを示す。ただし、この意符を持った漢字の多くは爪の下の偏旁に従って他の部首のもとに納められている。
爪部では上記のような偏旁を持ち他の部に分類しきれなかった漢字と、「爫」を筆画にもった漢字を納めている。
なお偏旁における「爪」の字形は、康熙字典体では「爲」のように末広がりであるが、日本の新字体や中国の新字形では筆記体に従って「受」のように内側に入れられている。
UnicodeのCJK部首補助では、「⺤」「⺥」の字形は「PAW」の部首名で登録されている。

## 部首の通称
- 日本：つめ、そうにょう、つめかんむり、つめがしら、のつかんむり
- 中国：爪字頭
- 韓国：손톱조부（sontop cho bu、つめの爪部）
- 英米：Radical claw

## 部首字
爪
- 広韻 - 側絞切、巧韻
- 詩韻 - 巧韻、上声
- 三十六字母 - 照母二等
- 日本語 - 音：ソウ（サウ）（漢音・呉音） 訓：つめ
- 中国語 - ピンイン：zhǎo 注音：ㄓㄠˇ ウェード式：chao 3
- 朝鮮語 - 訓音：손톱（sontop、つめ） 조(cho)

## 例字
- 爪・爬
- 爭（争→亅部）・爰・爲（為→火部）・爵

### 最大画数
𤕌（緟→糸部）・𤕍